# Shin Mazinger Zero
Shin Mazinger Zero (真マジンガーZERO?, Shin Majingā ZERO) è un manga reboot della storia originale di Mazinger Z di Yoshiaki Tabata e Yuki Yugo di Akumetsu. Rispetto all'anime Shin Mazinger Shogeki! Z Hen, ZERO è molto più scuro e racconta una trama separata considerando cosa potrebbe accadere se il Mazinger Z impazzisse. Appaiono anche altri personaggi di Go Nagai, tra cui Honey Kisaragi e la famiglia Abashiri. Il manga è quindi seguito da Shin Mazinger ZERO contro il Grande Generale delle Tenebre.
Dal 2014, J-Pop ha pubblicato l'opera divisa in 9 volumi.

## Trama
La storia inizia in un mondo in rovina dove l'umanità è stata spazzata via dal Mazinger Z diventato malvagio e Koji è l'unico essere umano rimasto. 
Un androide (Minerva X) si avvicina e gli offre la possibilità di fermare la carneficina in atto, l'androide distrugge il corpo di Koji per poter rimandare la sua anima nel passato.
Questa però non è la prima volta che questo sacrificio avveniva, diversi tentativi di impedire a Z di diventare "Majin" (Dio Demone) sono finiti in fallimento (un risultato ridotto a "Zero" come dicono i personaggi). 
L'ultimo tentativo tuttavia ha portato Koji in un mondo in cui attualmente sta pilotando Z con Sayaka che lo aiuta in battaglia e suo fratello Shiro è ancora vivo. 
Minerva si rivela essere stata una creazione del Dr. Hell che, dopo aver compreso l'atrocità delle azioni del Dottore, si è ribellata ed unita alla lotta di Koji ed i suoi amici.
Il Dr. Hell altri non è che il nonno di Koji, impazzito per via della sete di potere ed onnipotenza.
Dopo alcuni giorni Koji rivela a tutti la storia di Minerva, che viene accettata dal gruppo. Godendo della sua nuova vita, Minerva scopre che prima del suo arrivo c'era stata una guerra tra Mazin in cui il Dr Hell aveva già conquistato quasi tutto il mondo con le sue Bestie Meccaniche ed il bastone di Bardos che gli permettevano di sopraffare ogni potere ed esercito.
Il Giappone era l'unica area salvata dal Mazinger Z che Koji aveva ricevuto da suo nonno (non pazzo come le sue controparti dei mondi alternativi). 5 miliardi di persone sono state uccise nell'attacco in tutto il mondo, come risultato dopo essere stati derubati della loro dignità e umanità. L'esercito di Mazinger fu poi inviato per combatterli e dopo una lunga battaglia i piloti dei capitani dell'esercito erano morti in azione, Sayaka sopravvisse ma il suo robot Venus A venne distrutto, e Koji fu gravemente ferito e il suo corpo è morto dopo aver combattuto in un duello contro il Dr Hell. Koji viene riportato in vita come un cyborg con uno speciale dispositivo di fissaggio dell'elemento aereo. Al fine di prevenire ulteriori incidenti, una barriera di fotoni con un raggio di 200 km è posta intorno alla regione giapponese del Kanto.
Minerva è stupita da questo, ma è sollevato nel vedere Mazinger Z come un simbolo di speranza. Minerva rimane determinata non solo a impedire a Mazinger di trasformarsi in un Majin, ma anche a fermare Dr. Hell senza la trasformazione. Il Dr Hell tuttavia invia una raffica di Mechanical Beasts alla Barriera Fotonica per sfondare. Mazinger e gli alleati riescono a combattere la maggior parte delle bestie meccaniche, ma la barriera cade a causa di una missione suicida da parte del conte Brocken. L'isola volante di Bardos si rivela quindi come il gigantesco Mechanical Beast Gordon Hell e sfida Mazinger Z a una battaglia finale.
In battaglia, Mazinger è danneggiato ma Minerva si integra con Mazinger per riparare il robot e guadagnare tempo per riparare la barriera. Quando Koji e tutti sono al sicuro, Minerva rivela la verità sull'annientamento del mondo che si è ripetuto più e più volte. Dato che Mazinger aveva bisogno di riparazioni di emergenza, Koji mobilita Z per combattere Hell King Gordon, ma le enormi dimensioni e il potere del robot costringe Mazinger Z a scatenare la scatola "Majin Power" installate nel meccanismo, permettendogli di accedere a più potenza e attacchi. Koji tuttavia fu quasi consumato dal potere grezzo finché Minerva lo interrogò attraverso il legame con Mazinger Z permettendo a Koji di mantenere la calma.
Fino alla sesta scatola nera di "Majin Power", Mazinger reagisce, ma per non attivare la settima scatola nera, Koji esita e sia lui che Mazinger vengono catturati da un vortice. Sayaka nell'Artemis A viene in soccorso rinnovando la speranza e la determinazione di Koji, di combattere fino alla fine. Tuttavia, la situazione sembra ancora disperata, dato che Gordon ha la meglio su tutto e su Mazinger. La potenza combinata di Mazinger Z nel tempo e nello spazio per sopraffare il Gordon. Le speranze e i sentimenti forti di tutti i compagni di Koji riempiono anche il Mazinger di grande potenza e con la forza combinata di tutti, Mazinger Z scatena l'attacco Breast Fire Dynamic Fire Nova che distrugge Hell King Gordon e il Dr. Hell. 
La pace viene ripristinata e Mazinger riesce a evitare il tragico destino che ha risvegliato il Majin Change.
Sfortunatamente, l'epilogo mostra che il Dr Morimori e altri scienziati sono stati uccisi dall'arciduca Gorgon che sopravvisse alla battaglia e un profeta che affermava che la fine del mondo si stava avvicinando.